# Prionolabis scaria
Prionolabis scaria är en tvåvingeart. Prionolabis scaria ingår i släktet Prionolabis och familjen småharkrankar.

## Underarter
Arten delas in i följande underarter:
- P. s. scaria
- P. s. trifida